# Гура-Кальварія (гміна)
Гміна Гура-Кальварія (пол. Gmina Góra Kalwaria) — місько-сільська гміна у центральній Польщі. Належить до Пясечинського повіту Мазовецького воєводства.
Станом на 31 грудня 2011 у гміні проживало 25563 особи.

## Площа
Згідно з даними за 2007 рік площа гміни становила 145.11 км², у тому числі:
- орні землі: 61.00%
- ліси: 19.00%

Таким чином, площа гміни становить 28.63% площі повіту.

## Населення
Станом на 31 грудня 2011:
| Опис     | Загалом | Загалом | Чоловіки | Чоловіки | Жінки | Жінки |
| -------- | ------- | ------- | -------- | -------- | ----- | ----- |
| одиниця  | осіб    | %       | осіб     | %        | осіб  | %     |
| все      | 25563   | 100     | 12379    | 48.43    | 13184 | 51.57 |
| міське   | 11620   | 100     | 5524     | 47.54    | 6096  | 52.46 |
| сільське | 13943   | 100     | 6855     | 49.16    | 7088  | 50.84 |

## Сусідні гміни
Гміна Гура-Кальварія межує з такими гмінами: Варка, Карчев, Констанцин-Єзьорна, П'ясечно, Пражмув, Собене-Єзьори, Хинув.